# Mésorégion du Sertão Paraibano
La mésorégion du Sertão Paraibano est l'une des 4 mésorégions de l'État du Paraíba. Elle regroupe 30 municipalités groupées en 7 microrégions. Elle se situe à l'ouest de l'État.

## Données
La région compte 831 031 habitants pour 22 720 km².
Les principaux centres urbains de la région sont Patos, Sousa, Cajazeiras, Catolé do Rocha et Itaporanga.

## Microrégions[1]
La mésorégion du sertão de la Paraíba est subdivisée en 7 microrégions:
- Cajazeiras
- Catolé do Rocha
- Itaporanga
- Patos
- Piancó
- Serra do Teixeira
- Sousa